# Nogomet na OI 1924.
Nogomet na Olimpijskim igrama u Parizu 1924. godine uključivao je natjecanja samo u muškoj konkurenciji.

## Osvajači medalja - muški
| Zlato | Srebro | Bronca |
| --- | --- | --- |
| Urugvaj José Leandro Andrade Pedro Arispe Pedro Casella Pedro Cea Luis Chiappara Pedro Etchegoyen Alfredo Ghierra Andrés Mazali José Naya José Nasazzi Pedro Petrone Angel Romano Zoilo Saldombide Héctor Scarone Pascual Somma Alberto Tomassina Antonio Urdinarán Santos Urdinarán Fermín Uriarte José Vidal Alfredo J. Zibechi Pedro Zignone | Švicarska Max Abegglen Félix Bedouret C. Bouvier Walter Dietrich Karl Ehrenbolger Paul Fässler G. Gottenkieny J. Haag Marcel Katz Edmond Krämer Adolphe Mengotti August Oberhauser Robert Pache Aron Pollitz Hans Pulver Rudolf Ramseyer Adolphe Reymond L. Richard T. Schar Paul Schmiedlin Paul Sturzenegger Walter Weiler | Švedska Axel Alfredsson Charles Brommesson Gustaf Carlson Albin Dahl Sven Friberg Karl Gustafsson Fritjof Hillén Konrad Hirsch Gunnar Holmberg Per Kaufeldt Tore Keller Rudolf Kock Sten Mellgren G. Olsson Sven Rydell Harry Sundberg Thorsten Svensson Robert Zander |